# 齐勒·拉赫曼
齐勒·拉赫曼（1929年3月9日—2013年3月20日）是前孟加拉国总统和一位资深的人民联盟主席团成员。2009年2月11日孟加拉国选举委员会宣布他为孟加拉国第19任总统，于2009年2月12日宣誓就职。2013年3月20日在任期间因病于新加坡逝世。

## 背景和教育
齐勒·拉赫曼1929年3月9日出生于当时英属印度的博伊拉布乌帕齐拉，他的父亲Meher Ali Mian是一位著名的律师，后来成为地方委员会的主席和区议会的议员。1945年他完成Bhairab KB高中预科学习，1947年他在达卡中级学院完成艺术中级（IA）的学习。他在达卡大学获得了法律学位和历史学硕士学位。

## 政治生涯
1952年齐勒·拉赫曼参加了孟加拉语言运动。后来，作为人民联盟候选人，他在1970年巴基斯坦的全国大选中当选为国会议员。他在孟加拉国解放战争期间，积极参与流亡政府。
战争结束后，齐勒·拉赫曼在1972年成为人民联盟总书记。他在1973年大选中当选为国会的成员。谢赫·穆吉布·拉赫曼遇刺后，齐勒·拉赫曼被军政府逮捕，在狱中度过了四年。
在1996年和2001年之间齐勒·拉赫曼担任人民联盟政府部长。

## 个人生活
拉赫曼与人民联盟的政治家艾薇·拉赫曼结婚，她是妇女事务党委书记。2004年艾薇·拉赫曼在孟加拉伊斯兰圣战运动UL圣战者伊斯兰人（胡集）恐怖分子发动的达卡手榴弹袭击中被打死。

## 患病和去世
2013年3月10日拉赫曼因肺部感染，搭機到新加坡治疗。11日起开始接受肾脏和呼吸系统问题的治疗。20日在新加坡伊丽莎白医院去世。孟加拉国高级专员Mahbub Uz Zaman在新加坡宣布：“总统在当地时间下午6时47分在新加坡一家医院去世。”拉赫曼去世时，与他的孩子在一起。议会议长Abdul Hamid在3月14日获委任为代总统。总统发言人随后宣布设立为期三天的全国哀悼日。
总理谢赫·哈西娜对他的去世表示哀悼。